# Dubravci (Kanfanar)
Pour les articles homonymes, voir Dubravci.
Dubravci (en italien : Dobrava) est une localité de Croatie située en Istrie, dans la municipalité de Kanfanar, dans le comitat d'Istrie. En 2001, la localité comptait 10 habitants.

## Démographie
| 1948 | 1953 | 1961 | 1971 | 1981 | 1991 | 2001 |
| ---- | ---- | ---- | ---- | ---- | ---- | ---- |
| 43   | 31   | 15   | 23   | 26   | 13   | 10   |